# Nissan Sunny
Nissan Sunny — автомобиль компактного класса японского автопроизводителя Nissan Motor Co. Производство началось в 1966 году моделью Datsun 1000, в Японии её производство прекратилось в 2004 году. На Shanghai Auto Show в 2010 году была представлена новая Sunny серии B17, так же известна как Nissan Versa.
На рынке США последние модели известны как Nissan Sentra, в Мексике — Nissan Tsuru. В западной Европе, часть автомобилей проданы под марками Nissan Pulsar и Nissan Almera, однако в 2007 году были замещены автомобилями марки Nissan Tiida.
Datsun 1000 до сих пор производится для рынков Африки, Америки и Шри-Ланки, несмотря на то что данная версия устарела 20 лет назад.

## История
Первый автомобиль, экспортируемый как Datsun 1000, был выпущен в сентябре 1966 года, в двух модификациях кузова: двухдверные седан (B10) и универсал (VB10).
Впервые автомобиль с поперечно расположенным двигателем из серии Nissan Sunny появился в 1981 году. Данная модель не получила широкого распространения, и в 1986 году выпускается обновлённая версия Nissan Sunny. Эта модель получила более широкие технические возможности за счёт компоновки несколькими вариантами четырёхцилиндровых бензиновых двигателей. Кроме того, предлагались несколько вариантов кузова и оснащённости внутри салона.
В начале 90-х годов Nissan Sunny проходит несколько этапов модернизации. Автомобиль получает новый бензиновый силовой агрегат мощностью 143 л. с. В 2000 году был произведен дополнительный рестайлинг внешнего вида и автомобиль стал идентичен европейскому аналогу Nissan Almera N16 за исключением решетки радиатора и передней кромки капота. В 2003-м году Sunny пережил очередной рестайлинг и получил новые задние фонари, напоминающие фонари Nissan Teana, и новые передние фары в едином блоке с поворотниками.

## Серии B

### B10
Выпускалась с сентября 1966 года по декабрь 1969 года.

### B110
Второе поколение Sunny выпускалось с 1970 года и было известно так же как Datsun 1200. Она крупнее B10, максимально приближена к её основному конкуренту, такой же популярной Toyota Corolla.

### B120 Sunny Truck
Выпускался с февраля 1971 до 1985 года, на основе легкового шасси B110 шасси автомобиля пассажира.

### B210
Третье поколение, выпускаемое с 1973 по 1978 год, было очень популярно.

### B310
Выпускалась с 1978 по 1982 год. Была последней Sunny продаваемой под маркой Datsun в Японии.

### B11
Выпускался с 1982 по 1986 года, кузов седан, купе и универсал (фургон).

### B12
Выпускался с 1986 по 1991 год.

### B13
Выпускалась с 1991 по 1993 год.

### B14
Выпускалась с 1994 по 1998 год.

### B15
Выпускался с 1998 по 2004.

### B17
Была представлена на Shanghai Auto Show в 2010 году, так же известна как Nissan Versa.

## Модели Pulsar с названием Sunny

### Nissan Sunny III(N14) Sedan
Годы производства марки 1990—1995, класс С, тип кузова — седан, количество дверей: 4
, передний привод.

#### Двигатель
- QG 13 DE (NEO) — 1295 см2, 2 верхних распредвала (цепь), легкосплавная головка блока цилиндров, 5-опорный коленвал, 4 цилиндра, 16 клапанов, 87 л. с., электронная система впрыска NISSAN EGI (ECCS) (electronic gasoline injection);
- QG 15 DE (NEO) — 1498 см2, 2 верхних распредвала (цепь), легкосплавная головка блока цилиндров, 5-опорный коленвал, 4 цилиндра, 16 клапанов, 105 л. с., электронная система впрыска NISSAN EGI (ECCS);
- QG 16 DE (NEO) — 1598 см2, 2 верхних распредвала (цепь), легкосплавная головка блока цилиндров, 5-опорный коленвал, 4 цилиндра, 16 клапанов, 108 л. с., электронная система впрыска NISSAN EGI (ECCS);
- QG 18 DD (NEO Di) — 1769 см2, 2 верхних распредвала (цепь), легкосплавная головка блока цилиндров, 5-опорный коленвал, 4 цилиндра, 16 клапанов, 130 л. с., система впрыска NISSAN Di;
- YD 22 DD (NEO Di) — 2184 см2, дизель, 2 верхних распредвала (цепь), 4 цилиндра, 16 клапанов, 79 л. с., ТНВД EDI (electronic injection).

#### Трансмиссия
- передний привод, либо полный привод (межосевой дифференциал с вязкостной муфтой, задний самоблокирующийся дифференциал, распределение 50/50);
- 5-ступенчатая КПП, либо 4-ступенчатая АКПП: RE4F03A; RE4F04A; JF404E; RE0F06A (вариатор).

#### Шасси
- несущий кузов;
- спереди: амортизационные стойки и треугольные поперечные рычаги;
- сзади: мост с торсионной подвеской колес на продольных рычагах, тяга Панара;
- спереди и сзади: стабилизаторы поперечной устойчивости — по заказу;
- винтовые пружины;
- телескопические амортизаторы.

#### Ходовая часть
- рулевое управление с реечным механизмом и гидроусилителем;
- тормоза передние дисковые (вентилируемые) и задние барабанные;
- антиблокировочная система (ABS) — по заказу.

#### Салон
- обычный с велюровой отделкой;
- 2 подушки безопасности.

#### Размеры
База 2535 мм, колея 1480/1445 мм, просвет 150 мм, длина 4370 мм, ширина 1690 мм, высота 1400 мм.

#### Эксплуатационные показатели
Максимальная скорость движения 200 км/ч.

#### Расход
- YD 22 DD (NEO Di) 2184 куб.см. — 20 км/л;
- QG 18 DD (NEO Di) 1769 куб.см. — 17,8 км/л;
- QG 13 DE (NEO) 1295 куб.см. — 17,6 км/л.

## Фотография
- Nissan Sunny